# Süße Emma, liebe Böbe
Süße Emma, liebe Böbe ist ein ungarischer Spielfilm aus dem Jahre 1992.

## Handlung
Der Film spielt in Budapest kurz nach der politischen Wende. Emma ist eine Russisch-Lehrerin. Gemeinsam mit ihrer Freundin Böbe war sie vor Jahren zum Studium vom Lande nach Budapest gekommen. Das Gehalt einer Lehrerin ist jedoch so gering, dass sie mit Böbe ein Zimmer in einem Pädagogenheim teilt. Emma fürchtet sich vor der Zukunft. Sie hat nachts Albträume, wo sie nackt von einem sandigen Berg in die Tiefe rutscht und nirgends Halt findet.
Das Schulleben hat sich für sie sehr verändert. Einst liebte sie ihren Beruf, jetzt nach der Wende ist die russische Sprache als Sprache der ehemaligen Besatzer verpönt und hat keinen Wert mehr. Die Schüler verbrennen die russischen Lehrbücher auf dem Schulhof. Emma und Böbe lernen Englisch in Abendkursen, um auch als Englischlehrer arbeiten zu können. Auch das Verhältnis zu den Lehrerkollegen ist getrübt durch Verdächtigungen und Neid. Außerdem ist Emma in den Schulleiter Stefanics verliebt. Stefanics gilt als Frauenheld, der sich jedoch nie von seiner Familie trennen würde. Nach der Wende fürchtet auch er um seinen Job, da er unter den Kommunisten Karriere gemacht hat und möchte nicht durch einen Skandal mit Emma Gründe liefern, um entlassen zu werden. Emma ist verzweifelt und wird von Böbe aufgemuntert. Böbe ist im Gegensatz zu Emma lebenslustiger. Sie träumt von einem guten Leben ohne wirtschaftliche Sorgen. Als Böbe eines Tages von der Polizei verhaftet wird, ist Emma völlig allein. Böbe wird der Prostitution und des Devisenbetruges beschuldigt. In der Schule führt dies zur sofortigen Entlassung. Als Böbe schließlich aus der Haft in das Wohnheim zurückkehrt, ist ihr Zimmer bereits von einer anderen Lehrerkollegin besetzt werden. Böbe stürzt sich aus dem Fenster und stirbt. Emma endet schließlich als Zeitungsverkäuferin am Hauptbahnhof Budapest.

## Produktion und Veröffentlichung
Süße Emma, liebe Böbe ist ein Low-Budget-Film, der innerhalb von zwei Wochen abgedreht wurde.
Die niederländische Schauspielerin Johanna ter Steege wird in diesem Film von der ungarischen Schauspielerin Ildikó Bánsági synchronisiert.
Premiere des Films war am 24. Februar 1992 auf den Berliner Filmfestspielen. Im selben Jahr wurde er auf dem Filmfestspielen in Toronto, San Sebastián, Chicago und Thessaloniki vorgestellt.

## Kritiken
„Ein finsterer Film über eine Gesellschaft auf der Suche nach neuen Werten, die im Materialismus unterzugehen drohen, noch bevor sie sich richtig etablieren konnten. Zugleich ein Abbild von Menschen auf der Suche nach dem Glück. Ein unspektakulärer Film, der die Ängste von Menschen in einer Umbruchsphase beschreibt.“

## Auszeichnungen
Der Film lief im Wettbewerb der Berlinale 1992. István Szabó wurde mit einem Silbernen Bären als Sonderpreis der Jury ausgezeichnet. Außerdem erhielt der Film auf der Berlinale eine lobende Erwähnung der Ökumenischen Jury. Der Film wurde außerdem für den Europäischen Filmpreis 1992 in den Kategorien Beste Hauptdarstellerin und Bestes Drehbuch nominiert. Szabó erhielt den Preis für sein Drehbuch.